# Dominik Kaiser
Dominik Kaiser (født 16. september 1988) er en tidligere tysk professionel fodboldspiller, der bl.a. har spillet for RB Leipzig, Brøndby IF og Hannover 96 som midtbanespiller. I perioden fra han kom til RB Leipzig i sommeren 2012 til han forlod klubben i 2018 opnåede Kaiser rekorden for flest spillede kampe for klubben.

## Karriere

### Tidlig karriere
Han blev født i Mutlangen, Vesttyskland, og voksede op i Waldstetten, og spillede for forskellige klubber, som TGSV Waldstetten, 1. FC Normannia Gmünd og VfL Kirchheim/Teck , inden han vendte tilbage til 1. FC Normannia Gmünd i 2007. Indtil han var 17 spillede Kaiser tennis, hvorefter han besluttede at stoppe for at koncentrere sig fuldt ud om fodbold. Da han stoppede med at spille tennis, blev han betragtet som en af de bedste af Tysklands tennisforbund.
Kaiser fik sin debut for 1. FC Normannia Gmünd, da han kom på banen som indskifter i anden halvleg i et 3-0-nederlag mod Alemannia Aachen i første runde af DFB–Pokal. Siden han fik sin debut for 1. FC Normannia Gmünd, blev Kaiser en stamspiller for sit hold i Oberliga Baden-Württemberg.

### Brøndby
I 2018 skiftede Kaiser til Brøndby, hvor han blev hentet ind af sin tidligere træner i RB Leipzig, Alexander Zorniger, der tidligere havde udtalt, at Kaiser er hans yndlingsspiller.
En af hans mest bemærkelsesværdige scoringer kom i finalen af DBU Pokalen i 2019, hvor han udlignede til 1-1 mod FC Midtjylland, i en kamp som man dog tabte efter straffesparkskonkurrence.
Kaiser nåede dog ikke mere end halvandet år i Brøndby, da klubben i vintervinduet i 2020 valgte at sælge ham til Hannover 96, efter man ikke kunne blive enige om en forlængelse af den kontrakt, som stod til at udløbe i sommeren 2020.

### Hannover 96
Kaiser ankom midt i 2019/20 sæsonen af 2. Bundesligaen og nåede 16 ligakampe i sin første sæson for klubben. Han fik sin debut for klubben den 28. januar 2020, da han blev skiftet ind efter 59 minutter mod SSV Jahn Regensburg i en kamp, som blev tabt 1-0.
I sommeren 2020, efter blot 6 måneder i klubben, udnævnte cheftræner Kenan Koçak ham som anfører efter at Marvin Bakalorz var skiftet til Denizlispor.
I sommeren 2022 udløb hans kontrakt med Hannover 96 og parterne gik hver til sit efter 72 ligakampe med 5 mål til følge.

### Karrierestop
Efter at have gået klubløs i nogle måneder, annoncerede Kaiser i december 2022 overfor tyske medier, at han stoppede karrieren.
Han gik dog ikke uden job længe, da han i februar 2023 annoncerede, at han skulle arbejde i RB Leipzigs scouting- og talentafdeling. Derved vendte han tilbage til klubben, hvor han tilbragte størstedelen af sin karriere.

## Personlige liv
Kaiser har en ældre bror, Steffen, der er i Esslingen i den kommunale lægeklinik, som læge i intern medicin. Da han voksede op, var Kaiser fan af Bayern München. Han har fortalt, at han går i kirke.
Udover fodbold, dyrker Kaiser også judo.